# Alica Schmidt
Alica Megan Schmidt (Worms, 8 de novembro de 1998) é uma corredora alemã. Ela fez parte da equipe nacional que ficou em segundo lugar no revezamento 4 × 400 metros no Campeonato Europeu Sub-20 de Atletismo de 2017 e em terceiro na mesma prova no Campeonato Europeu Sub-23 de Atletismo de 2019. Anteriormente, ela foi preparadora física do clube da Bundesliga Borussia Dortmund. Schmidt fez parte do esquadrão alemão de revezamento nas Olimpíadas de Verão de 2020, embora não tenha competido.

## Vida pregressa
Schmidt nasceu em 1998 em Worms, Alemanha. Sua família agora mora em Ingolstadt, Baviera, Alemanha. Ela frequenta a Fresenius University of Applied Sciences.

## Carreira
Schmidt começou a competir em eventos de corrida de 200 metros, 400 metros e 800 metros. Em 2018, ela começou a competir em eventos de 400 metros com barreiras. Schmidt começou sua carreira treinando no clube MTV Ingolstadt.
Em 2017, Schmidt ficou em segundo lugar no evento de 200 metros no Campeonato Alemão sub-20. No Campeonato Europeu Sub-20 de Atletismo de 2017, Schmidt fez parte da equipe alemã de revezamento 4 × 400 metros que terminou em segundo, ao lado de Vanessa Aniteye, Meike Gerlach e Corinna Schwab. Seu tempo de 03:33:08 foi mais rápido do que o recorde mundial anterior da faixa etária, mas eles terminaram atrás da equipe ucraniana, que estabeleceu o novo recorde mundial. Foi a primeira medalha no campeonato para um atleta de Ingolstadt desde 1999. Schmidt também estabeleceu um melhor tempo pessoal de 54,23 segundos em uma rodada de qualificação da prova individual de 400 metros rasos no campeonato. Ela foi retirada da final individual de 400 metros rasos para se concentrar no evento de revezamento. No mesmo ano, ela ficou em segundo lugar no Campeonato Alemão sub-20 no evento de 400 metros.
Em outubro de 2017, Schmidt começou a treinar no SC Potsdam, após se mudar para Brandenburg por motivos pessoais. Antes da temporada de 2019, Schmidt se juntou ao SCC Berlin. Ela fez parte da equipe alemã que ficou em terceiro lugar no revezamento 4 × 400 metros no Campeonato Europeu Sub-23 de Atletismo de 2019. No Campeonato Alemão de Atletismo de 2019, Schmidt ficou em terceiro lugar no evento de 400 metros sub-23 e fez parte da equipe do SCC Berlin que ficou em segundo lugar no revezamento 4 × 400 metros.
Schmidt foi nomeado preparador físico do Borussia Dortmund para a temporada 2020-21 da Bundesliga.
Schmidt estava no time alemão para o revezamento 4 × 400 metros no Campeonato Europeu de Atletismo Indoor de 2021. Schmidt foi selecionada para o time alemão de revezamento nas Olimpíadas de Verão de 2020, adiadas; ela viajou para os jogos como substituta no revezamento misto, no qual não correu. Ela ficou em segundo lugar no evento de 400 metros no Campeonato Alemão de Atletismo Indoor de 2022, atrás de Corinna Schwab. Schmidt optou por não competir no Campeonato Mundial de Atletismo Indoor de 2022, para se concentrar em sua temporada ao ar livre. Schmidt fez parte da equipe alemã que terminou em quinto lugar na final do revezamento 4 × 400 metros no Campeonato Europeu de Atletismo de 2022.
Em maio de 2024, Schmidt foi selecionado para a equipe alemã para o revezamento misto 4 × 400 nas Olimpíadas de Verão de 2024.

## Imagem pública
Em 2017, a revista australiana Busted Coverage descreveu Schmidt como "a atleta mais sexy do mundo". De acordo com Schmidt, isso levou a um grande aumento em seus seguidores nas redes sociais; ela atualmente tem 5,8 milhões de seguidores no Instagram. Schmidt foi patrocinada pela Puma.